# Ons-en-Bray
Ons-en-Bray ist eine französische Gemeinde mit 1375 Einwohnern (Stand 1. Januar 2022) im Département Oise in der Region Hauts-de-France; sie gehört zum Arrondissement Beauvais und zum Kanton Beauvais-2. Ons liegt im Pays de Bray, dem westlichen Teil des Départements Oise, etwa 20 Kilometer von Beauvais entfernt.

## Lage
Die Gemeinde Ons-en-Bray liegt am Fluss Avelon in der Landschaft Pays de Bray, 13 Kilometer westlich der Innenstadt von Beauvais. Nachbargemeinden von Ons-en-Braye sind Lachapelle-aux-Pots im Norden, Saint-Paul im Nordosten, Villers-Saint-Barthélemy im Osten und Südosten, Le Vauroux im Süden, Lalandelle im Südwesten sowie Saint-Aubin-en-Bray im Westen.

## Bevölkerungsentwicklung
| Jahr                       | 1962 | 1968 | 1975 | 1982 | 1990 | 1999 | 2006 | 2012 | 2021 |
| -------------------------- | ---- | ---- | ---- | ---- | ---- | ---- | ---- | ---- | ---- |
| Einwohner                  | 976  | 1055 | 1109 | 1234 | 1288 | 1297 | 1264 | 1344 | 1378 |
| Quellen: Cassini und INSEE |      |      |      |      |      |      |      |      |      |

## Sehenswürdigkeiten
- Kirche Saint-Denis aus dem Jahr 1349

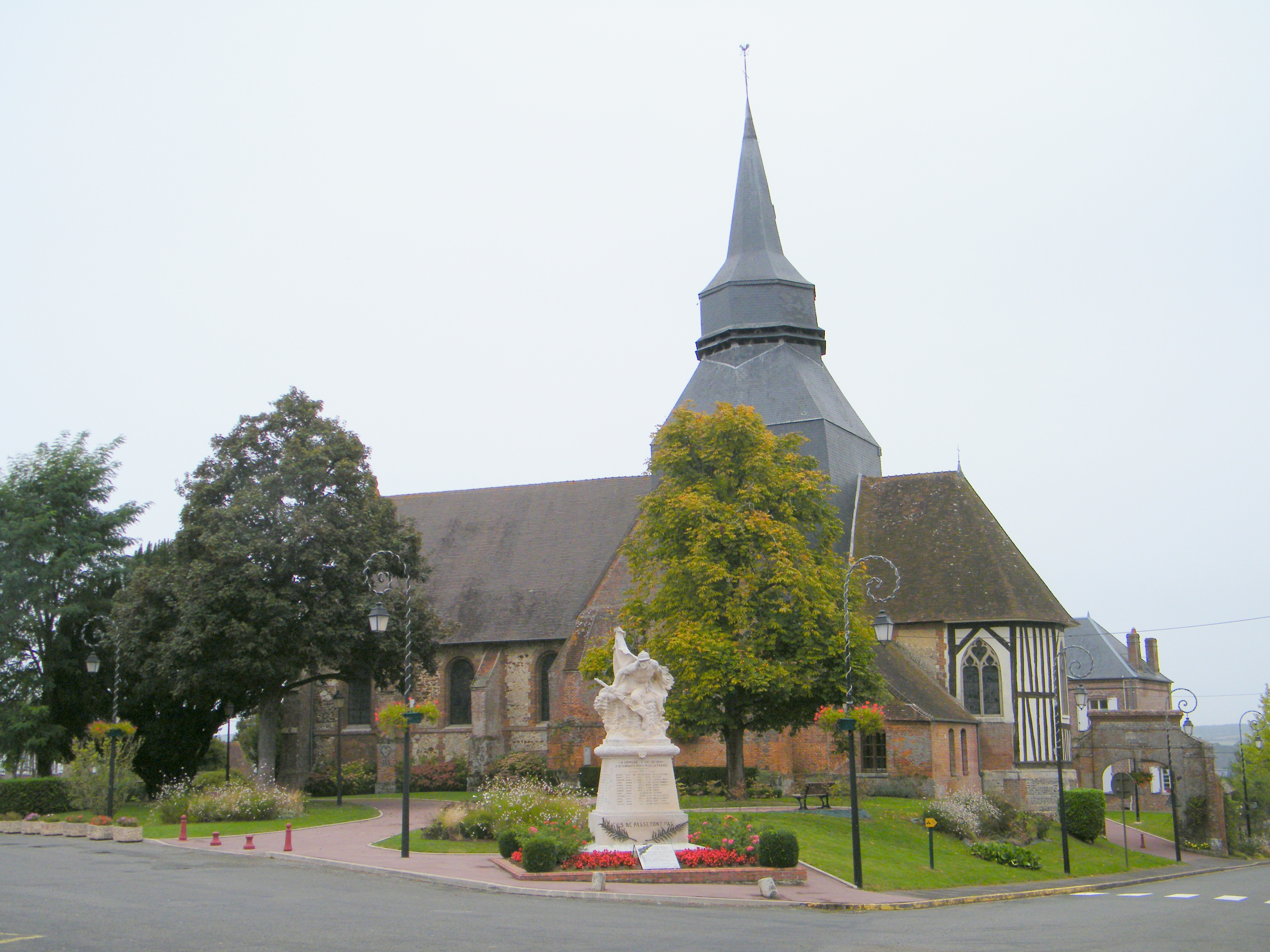
Kirche Saint-Denis
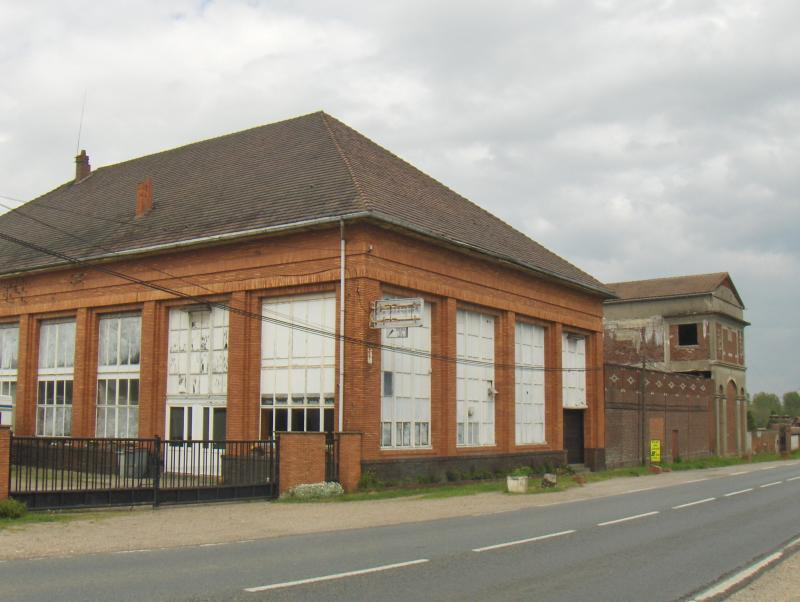
Dachziegelwerk
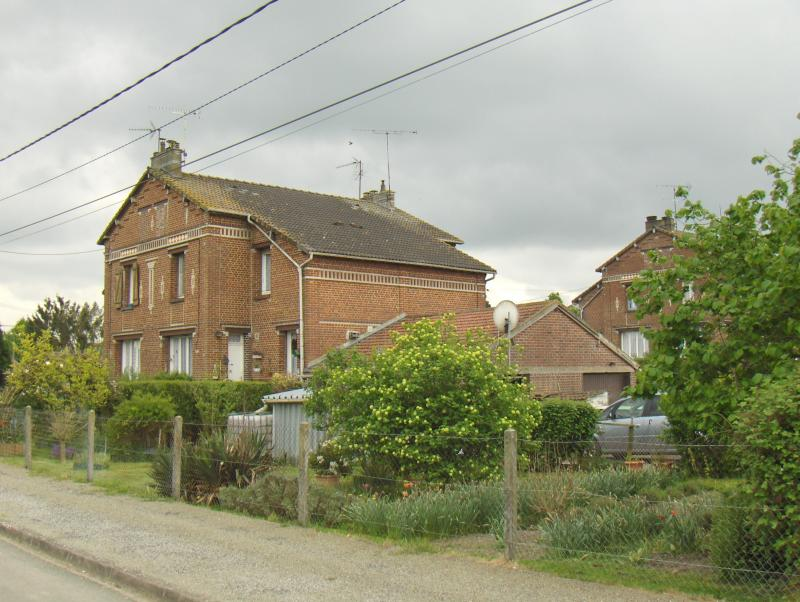
Arbeiterhäuser des Dachziegelwerkes
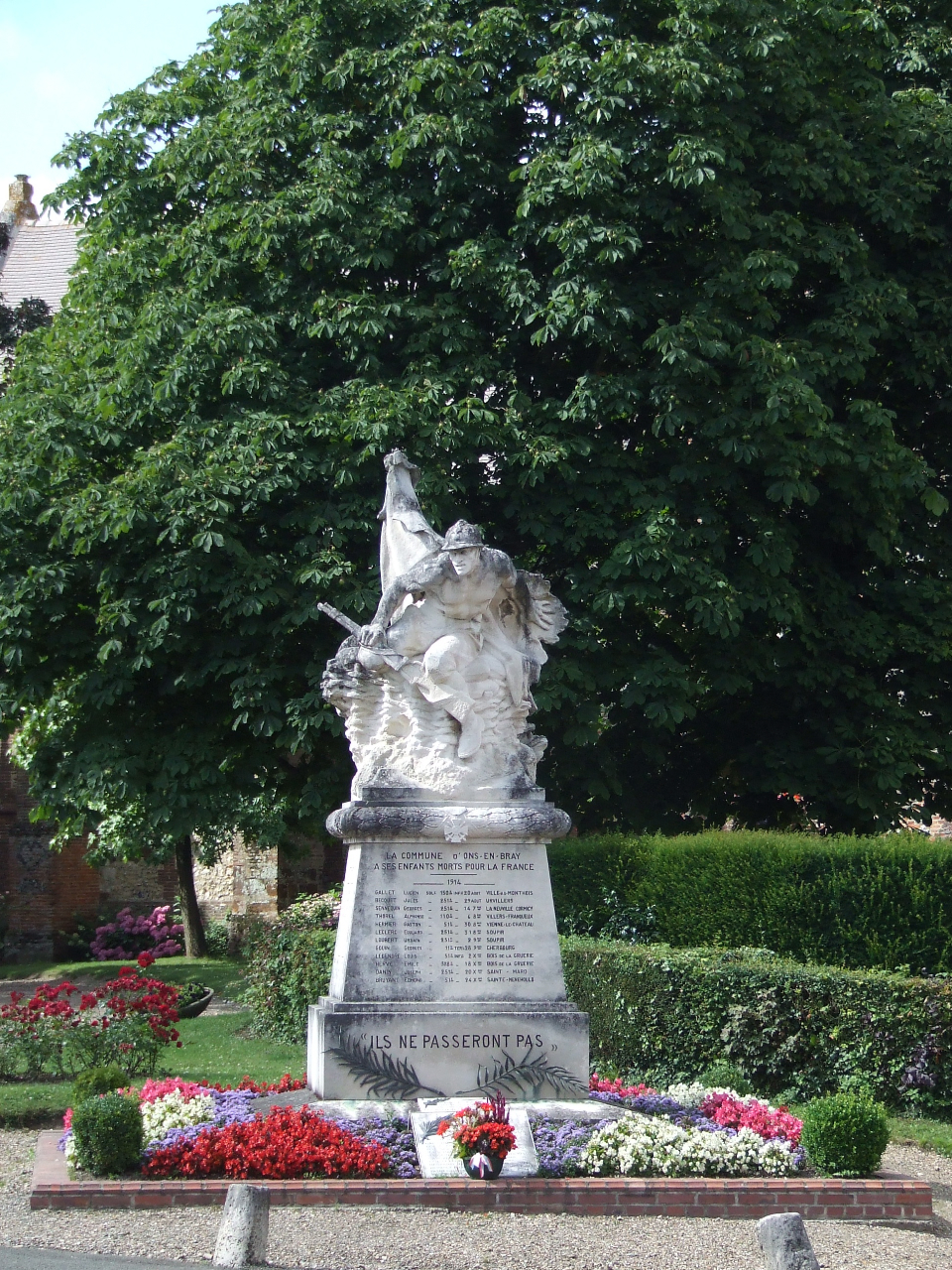
Gefallenendenkmal

## Persönlichkeiten
- Regnault de Chartres (um 1380–1444), Erzbischof von Reims 1413–1444